# Tatort: Mord auf Raten
Mord auf Raten ist ein österreichischer Fernsehkrimi von und mit Fritz Eckhardt aus dem Jahr 1980, Regie führte Georg Lhotsky. Er entstand als 117. Folge der Kriminalreihe Tatort und war der zehnte Tatort-Fall für Marek. Marek hat es diesmal mit dem Mord an einem Parfümvertreter zu tun.

## Handlung
Der Parfümvertreter Janousek wird ermordet, Marek und Wirz führen Befragungen der Nachbarn durch, die die Beamten nicht weiterbringen. Kurz darauf fahren sie zu einem Wirtshaus, in dem zuvor eine Schlägerei stattgefunden hatte, ein Gast des Lokals rennt vor den Beamten davon, verliert dabei aber seine Jacke, in der sich diverse gestohlene Brieftaschen befinden. Am nächsten Morgen stellt sich heraus, dass das Mordopfer Janousek vergiftet wurde, seine Frau kann sich nicht erklären, wer ihrem Mann das Gift verabreicht haben könnte. Die Nachbarin Frau Spitz sagt Marek gegenüber aus, dass es schon Streit zwischen den Eheleuten gegeben habe, Frau Janousek sagt aus, dass ihr Mann seine Lebensversicherung ohne ihr Wissen erhöht habe. Frau Spitz hingegen sagt aus, dass Frau Janousek ihren Mann zur Erhöhung der Lebensversicherung gedrängt habe. Seine Frau sei eifersüchtig gewesen wegen diverser Affären ihres Mannes mit jüngeren Frauen. Marek, Wirz und Berntner suchen die letzten Kundinnen von Janousek auf, Maria Pawel sagt Marek gegenüber aus, dass Janousek elend ausgesehen habe bei seinem Besuch, Berntner hingegen verabredet sich mit Janouseks Kundin Helga und findet nichts heraus. Frau Heller, die von Wirz vernommen wurde, trifft sich aufgeregt mit einem Freund ihres inhaftierten Mannes und fragt diesen, ob er etwas über die Hintergründe von Janouseks Beziehung zu ihrem Mann wisse, der Janousek bei dessen Vertreterbesuch bei den Hellers hinausgeworfen hatte.
Während Berntner sein Techtelmechtel mit der Zeugin Helga genießt, geraten die Untermieter von Frau Pawel, Hansen und Katwitz, in Streit, Hansen schlägt den alten Mann, weil dieser heimlich mit Marek geredet hatte. Wirz beschattet unterdessen Frau Janousek und folgt dieser in ein Spielcasino, in dem sie Glücksspielen nachgeht. Ein anonymer Anrufer namens Fuchs meldet sich am nächsten Tag bei Marek und will sich mit ihm treffen, er wisse, wer Janousek ermordet habe und möchte sein Wissen mit Marek teilen, jedoch wird Fuchs während des Telefonats beobachtet. Berntner meldet Marek kurz darauf sein Verhältnis mit der Zeugin, Marek reagiert allerdings milde und betraut Wirz mit der erneuten Befragung von Helga. Marek trifft sich mit Fuchs, wird aber in dem Moment, in dem Fuchs ihm den Mörder nennen will, niedergeschlagen, Fuchs wird von dem Unbekannten ermordet. Wirz und Berntner suchen erneut Frau Janousek auf und sprechen sie auf ihre hohen Verluste im Spielcasino an und darauf, dass die Lebensversicherung ihres Mannes wesentlich höher war als von ihr angegeben. Zudem war ihr Mann auch als Zuhälter tätig, Wirz hält ihr vor, ihren Mann wegen dessen Nebentätigkeiten erpresst und schließlich ermordet zu haben und nimmt sie vorläufig fest. Wirz sieht den Fall als gelöst an, doch Marek gefällt nicht, dass Frau Janousek nicht gestanden hat. Kurz darauf wird Frau Janousek aus Mangel an Beweisen allerdings wieder freigelassen.
Wirz muss Marek gegenüber gestehen, dass auch er Helga geküsst hat, Marek schickt schließlich eine weibliche Kollegin zur Befragung der Zeugin. Wirz und Marek suchen den Theaterdirektor Marno auf, dieser hatte sich bei der Polizei gemeldet, weil der ermordete Fuchs einer seiner Schauspieler war. Fuchs war unter seinen Kollegen nicht sonderlich beliebt, Marek entdeckt Maria Pawel unter den Angestellten des Theaters. Nach der Vorstellung geht Maria mit ihren Kollegen stets in das Wirtshaus, in dem auch Janousek verkehrt hat, sie behauptet, ihn dort niemals getroffen zu haben. Sie macht den Beamten klar, dass sie kein Motiv zur Ermordung von Fuchs oder Janousek gehabt habe. Marek sucht am nächsten Tag den Metzger Ferdinand Kindler auf, einen der Opfer des Taschendiebes. Dieser hatte Nacktfotos von Maria Pawel in seiner Brieftasche. Er erzählt Marek, dass er mit ihr ein Verhältnis hat, er hat sie auch als Alleinerbin in seinem Testament bedacht. Als er das letzte Mal bei ihr war, hat er bei Maria Janousek getroffen, dieser habe nicht gut ausgesehen. Anschließend sucht Marek Maria auf, diese ist gerade von ihrem jüngeren Liebhaber Hansen verlassen worden. Marek hält ihr vor, dass sie Fuchs umgebracht habe, weil er als ihr Kollege von ihrer Verantwortung für den Tod von Janousek wusste. Der Tod Janousek war nicht von Maria beabsichtigt gewesen, sie wollte an diesem Tag Kindler vergiften, um an das Geld zu kommen, doch dieser verspätete sich, so dass der Parfümvertreter Janousek, der sie an dem Tag aufsuchte, versehentlich von dem Gift trank. Maria habe dann aufgrund des Eintreffens von Kindler Janousek nicht mehr warnen können und sterben lassen, damit ihr Mordversuch an Kindler nicht bekannt wird. Das Geld von Kindler hätte sie gebraucht, um ihren Liebhaber Hansen zu halten. Marek nimmt Maria wegen zweifachen Mordes fest.

## Einschaltquote und Produktion
Mord auf Raten erreichte bei seiner Erstausstrahlung eine Zuschauerzahl von 15,85 Mio., was einer Einschaltquote von 47,0 % entsprach.
Mord auf Raten war der zehnte Tatort-Fall um Oberinspektor Marek. Fritz Eckhardt fungierte nicht nur als Hauptdarsteller, sondern schrieb auch das Drehbuch. Der Film wurde im Mai und Juni 1980 in Wien und Umgebung gedreht.

## Kritik
TV Spielfilm bewertete den Film positiv und kommentierte: „Kriminalspiel mit humoristischen Einlagen“.